# Richard Matthaei
Richard Matthaei (* 6. Oktober 1853 in Lüneburg; † 17. Januar 1922 in Hamm) war ein deutscher Politiker und Oberbürgermeister der Stadt Hamm.

## Leben
Richard Matthaei leistete nach dem Abitur seinen Militärdienst als Einjährig-Freiwilliger beim 3. Hannoverschen Infanterie-Regiment in Hildesheim und war hier Seconde-Leutnant. Er studierte Rechtswissenschaften in Göttingen und Leipzig und legte am 24. Mai 1876 beim Appellationsgericht Celle sein erstes Staatsexamen ab. Seit dem Studium war er Mitglied der Studentenverbindung StMV Blaue Sänger Göttingen im SV. Nachdem er als Gerichtsreferendar bei verschiedenen Gerichten eingesetzt worden war, folgte im März 1881 das Assessorexamen. Er schied aus dem Justizdienst aus, wechselte in die Kommunalverwaltung und wurde am 14. Mai 1882 zum  Bürgermeister der Stadt Nienburg/Weser gewählt. Schon kurze Zeit später ging er zur Stadt Hamm, wurde hier im August 1892 Bürgermeister und führte ab dem 29. August 1907 den Titel Oberbürgermeister. Zum 31. März 1920 ging er als Pensionär in den Ruhestand.
Matthaei war Nationalliberal, Mitglied des Kreisausschusses Nienburg, der Königlichen Schulkommission des Königlichen Realprogymnasiums mit Progymnasium zu Nienburg a. d. Weser und des Provinziallandtages Hannover. Von 1905 bis 1919 gehörte er für den Wahlkreis Hamm-Stadt dem Westfälischen Provinziallandtag an.
Sein Sohn Kurt war Regierungspräsident in Münster und Lüneburg.

## Ehrungen
- 17. September 1919 Ehrenbürger der Stadt Hamm.